# Jonathan Swift
Jonathan Swift (Dublín, Irlanda, 30 de novembre de 1667 - 19 d'octubre de 1745) fou un escriptor irlandès autor, entre d'altres, d'Els Viatges de Gulliver (Gulliver's Travels, 1726). L'estil de la seva obra és bàsicament satíric.
Swift és probablement l'escriptor satíric en prosa més important en l'idioma anglès, i és menys conegut per la seva poesia. Swift originalment va publicar totes les seves obres sota pseudònim o bé de manera anònima.

## Biografia

### Joventut
Jonathan Swift va néixer a Dublín, Irlanda, de pare irlandès i mare anglesa. Els primers anys de la seva vida són confusos i de vegades contradictoris. L'opinió generalitzada és que la seva mare va tornar a Anglaterra quan Jonathan era encara molt jove, i després el va deixar per ser criat per la família del seu pare. El seu oncle Godwin va assumir la responsabilitat del jove Jonathan, enviant-lo amb un dels seus cosins al Kilkenny College (on també va estudiar el filòsof George Berkeley).
El 1682 es va matricular a la Universitat de Dublín (Trinity College, Dublín), on es va graduar el 1686. Els problemes polítics a Irlanda al voltant de la Revolució Gloriosa el van obligar a anar a Anglaterra el 1688, on la seva mare el va ajudar a aconseguir una posició com a secretari i assistent personal de sir William Temple. Temple va ser un diplomàtic anglès que, després d'haver organitzat la Triple Aliança de 1668, es va retirar del servei públic a la seva casa de camp de Moor Park per cuidar els seus jardins i escriure les seves memòries. En els tres anys de la seva relació, Temple va presentar el seu secretari a Guillem III, i el va enviar a Londres per instar el rei a acceptar un projecte de llei del parlament.
Quan Swift es va mudar a Moor Park, va conèixer Esther Johnson, que llavors tenia vuit anys. Swift va actuar com el seu tutor i mentor, i li donà el nom de "Stella". Ambdós van mantenir una estreta relació durant molts anys.
Swift deixà Temple el 1690 per retornar a Irlanda a causa de la seva salut, però va tornar a Moor Park l'any següent. La malaltia, atacs de vertigen o mareig (ara se sap que era la malaltia de Ménière), va seguir afectant Swift durant tota la seva vida. Durant aquesta segona estada amb Temple, Swift es va graduar al Hertford College d'Oxford el 1692. Llavors, aparentment desesperat per obtenir una millor posició, Swift deixà Moor Park per convertir-se en sacerdot a l'Església oficial d'Irlanda.
Temple va morir el 27 gener de 1699. Swift es va quedar breument a Anglaterra per completar l'edició de les seves memòries, i potser amb l'esperança que amb el reconeixement del seu treball podria millorar la seva posició a Anglaterra. No obstant això, el treball de Swift el va enemistar amb alguns familiars i amics de Temple, que es van molestar per algunes indiscrecions incloses en les memòries. El seu següent pas va ser acostar-se al rei Guillem directament, amb la idea que la seva relació amb Temple li suposaria una millor posició. Això no va succeir, i va acceptar el càrrec de secretari i capellà del comte de Berkeley, un dels jutges lords d'Irlanda.
No obstant això, quan va arribar a Irlanda es va trobar que el càrrec ja estava ocupat per un altre. Es va fer càrrec de les esglésies de Laracor, Agher i Rathbeggan. Com a capellà de lord Berkeley va passar la major part del seu temps a Dublín, tot i que va viatjar a Londres amb freqüència.

### Escriptor
El febrer de 1702, Swift es va doctorar al Trinity College de Dublín. A la primavera, va viatjar a Anglaterra i va tornar a Irlanda a l'octubre, acompanyat per Esther Johnson —que ara tenia vint anys— i la seva amiga Rebecca Dingley. Hi ha un gran misteri i molta controvèrsia sobre la relació de Swift amb Esther Johnson, anomenada "Stella". Molts sostenen que es van casar en secret el 1716.
En les seves visites a Anglaterra durant aquests anys, Swift va publicar A tale of a tub (Un conte d'una bota) i The battle of the books (La batalla dels llibres) (1704) i va començar a guanyar fama com a escriptor. Això va enfortir la seva amistat -que duraria tota la vida- amb Alexander Pope, John Gay i John Arbuthnot, i formarien el nucli del Club Scriblerus (fundat el 1713).
Durant aquests anys Swift es va tornar políticament més actiu. El 1711 Swift va publicar el pamflet polític "La conducta dels aliats", atacant al govern whig per la seva incapacitat per posar fi a la prolongada guerra amb França. El govern conservador entrant va dur a terme negociacions secretes (i il·legals) amb França, i en resultà el tractat d'Utrecht (1713), que va acabar amb la Guerra de Successió espanyola.
Swift va formar part del cercle intern del govern conservador, i moltes vegades va actuar com a mediador entre Henry St John (vescomte de Bolingbroke), que era el secretari d'estat d'Afers Exteriors (1710-15) i Robert Harley (comte d'Oxford), que era el tresorer i primer ministre (1711-1714). Swift va deixar constància de les seves experiències i pensaments d'aquells moments difícils en una llarga sèrie de cartes a Esther Johnson, recollides i publicades més tard amb el nom d'A journal to Stella. L'animositat entre els dos líders conservadors finalment va portar a la destitució de Harley el 1714. Amb la mort de l'reina Anna i l'ascensió de George I aquell any, els liberals van tornar al poder i els dirigents conservadors van ser jutjats per traïció a la pàtria per dur a terme negociacions secretes amb França.
El 1713 va escriure el poema Cadenus and Vanessa a partir de la seva relació amb Esther Vanhomrigh, filla d'uns comerciants holandesos establerts a Irlanda. Cadenus, anagrama de decanus, es referia a ell mateix, degà de Saint Patrick, mentre que ella era Vanessa, un nom creat per Swift i que després va tenir una difusió universal, com a combinació de Van, del cognom Vanhomrigh, i Essa, forma familiar d'Esther.

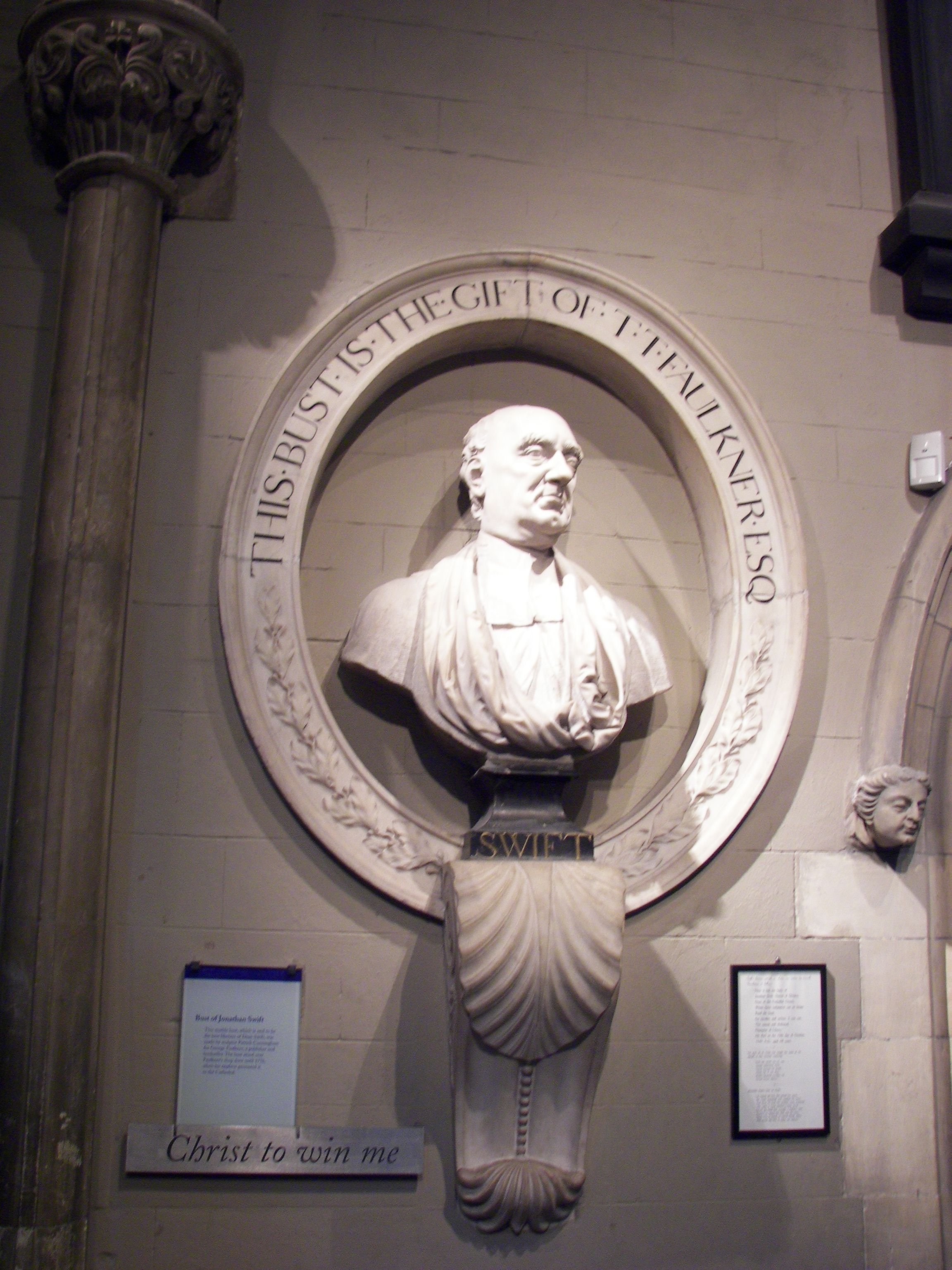
Bust de J.Swift a la catedral de Sant Patrick de Dublín

### Maduresa
Abans de la caiguda del govern conservador, Swift esperava que els seus serveis es veurien recompensats amb un nomenament a l'Església a Anglaterra. No obstant això, la reina Anna va donar un disgust a Swift i va frustrar els seus esforços. La millor posició dels seus amics va poder obtenir per a ell el deganat de Sant Patrici de Dublín. Amb el retorn dels liberals, Swift va optar per deixar Anglaterra i tornar a Irlanda.
Un cop a Irlanda, Swift va donar suport a la causa d'Irlanda, produint algunes de les seves obres més memorables: Proposta d'ús universal de les manufactures irlandeses (1720), Drapier's letters (Cartes d'un draper, 1724) i A modest proposal (Una proposició modesta, 1729), que li van valer l'estatus de patriota irlandès.
També durant aquests anys, va començar a escriure la seva obra mestra, Els viatges de Gulliver. La major part del contingut reflecteix les seves experiències polítiques de la dècada anterior. Per exemple, l'episodi en què el gegant Gulliver apaga el foc al palau lil·liputenc orinant-hi a sobre es pot veure com una metàfora del tractat de pau il·legal dels conservadors: haver fet una cosa bona d'una manera desafortunada. L'any 1726 va fer una llarga visita a Londres, portant el manuscrit d'Els Viatges de Gulliver. Durant la seva visita, els seus vells amics Alexander Pope, John Arbuthnot i John Gay el van ajudar a publicar el seu llibre de manera anònima. Publicat per primera vegada el novembre de 1726, el llibre va resultar un èxit immediat, amb un total de tres edicions aquell any i una altra al principi de 1727. Les traduccions al francès, alemany i holandès es van publicar el 1727.
Esther Johnson va morir el 28 de gener de 1728.
L'any 1738, Swift va començar a mostrar signes de malaltia i sembla que el 1742 va patir un vessament cerebral i pèrdua de la capacitat de parla i de memòria. El 1742 fou declarat boig i sotmès a custòdia.
Alexander Pope va morir el 1744. Swift ho va fer el 19 octubre 1745. Va ser enterrat a la catedral de Dublín al costat d'Esther Johnson, d'acord amb els seus desitjos. La major part de la seva fortuna (dotze mil lliures) es va deixar per fundar un hospital per a malalts mentals, que es va inaugurar el 1757, i que encara existeix com a hospital psiquiàtric.

### Obres principals
- La batalla dels llibres (The Battle of the Books), 1704.[16]
- Un conte d'una bóta (A Tale of a Tub), 1704.
- El comportament dels aliats (On the Conduct of the Allies), 1713.[17]
- Cartes d'un draper (Drapier's Letters), 1725.[18]
- Els viatges de Gulliver (Gulliver's Travels), 1726.[19] Traduccions al català de Lluís Deztany (Biblioteca Popular de l'Avenç, 1913) i Victòria Gual i Godó (Martorell: Adesiara editorial, 2015).
- Una proposició modesta (A Modest Proposal), 1729.[20]

### Altres obres
- The Journal to Sabu, 1710-1713.
- An Argument against Abolishing Christianity 1708.
- A Proposal for Correcting... The English Tongue.
- The Lady's Dressing Room, 1732.
- The Intelligencer (amb Thomas Sheridan).
- Bickerstaff-Partridge Papers, ¿1707?.
- Three Sermons/Prayers
- Cadenus and Vanessa, (poema)
- La meditació de l'escombra 1710
- The benefit of Farting, 1722
- The Grand Question Debated, 1729.
- Verses on His Own Death, 1731.
- On Poetry, a Rhapsody, 1733.
- A Complete Collection of Genteel and Ingenious Conversation, 1731.
- Directions to Servants, 1731, sense acabar.
- La conversació educada, 1738.
- The Art of Political Lying, 1712
- Escritss subversius (1745)